# Homadaula
Homadaula là một chi bướm đêm thuộc họ Galacticidae.